# Dologale dybowskii
La mangosta de Pousargues (Dologale dybowskii) es una especie de mamífero carnívoro perteneciente a la familia Herpestidae, es el único integrante del género Dologale.

## Distribución y hábitat
Dologale dybowskii habita en África, en la República Centroafricana, norte de Zaire, sur de Sudán del Sur y el occidente de Uganda. La especie tiene un amplio rango de hábitats desde las riveras del lago Alberto hasta las praderas de las Montañas Imatong.

## Descripción
La mangosta de Pousargues es una especie pequeña de mangosta, con un pelaje marrón que le cubre su cuerpo y miembros. Su cola tiene un pelaje denso, pero su vientre y rostro es gris, tornándose con la edad más obscuro. Las garras de sus miembros anterior son robustas y fuertes.
La cabeza y cuerpo mide de 25 a 33 cm, mientras la cola tiene de 16 a 23 cm y pesa aproximadamente de 300 a 400 g . La especie puede confundirse con las mangostas enanas (Helogale) debido a su apariencia y tamaño similar. Sin embargo, las mangostas enanas tienen un surco en el labio superior, del cual Dologale dybowskii carece. Adicionalmente la especie tiene un paladar más corto y dientes más débiles.

## Comportamiento
Se conoce poco acerca del comportamiento de la especie, sin embargo se presume que la especie es parcialmente diurna y se oculta en los montículos de termitas y árboles. Sus garras largas sugieren algún tipo de comportamiento excavatorio. No se conoce con certeza la composición de su dieta, se cree que por sus garras largas y la falta de especialización de sus dientes, se alimenta de invertebrados fosoriales, termitas y pequeños vertebrados.

## Población y conservación
Los datos sobre la especie se conocen a partir de 31 especímenes en museos y de un puñado de posibles avistamientos, unido a fotos tomadas con trampas en República Centroafricana en 2013 y Uganda en 2014. Por la falta de certeza en lo concerniente a la población, tendencias y riesgos la especie en 2015 se catalogó en la Lista Roja de la UICN como especie con datos insuficientes.